# Astragalus victoriae
Astragalus victoriae là một loài thực vật có hoa trong họ Đậu. Loài này được (Podl. & Kirchhoff) Podl. & Kirchhoff miêu tả khoa học đầu tiên năm 1976.